# Норд (спортивный клуб, Донецк)
«Норд» — спортивный клуб настольного тенниса из Донецка. Имеется мужская и женская команда.

## Спортивный комплекс
Спортивный комплекс «Норд» находится в Ленинском районе Донецка возле завода «Nord». Покрытие пола комплекса подготовлено специально для занятий настольным теннисом. Зал оборудован шестью автономными видеокамерами для наблюдения за матчами.
Также в состав спортивного комплекса входят стадион с беговыми дорожками, футбольное поле, тренажерные залы и спортивный зал для игровых видов спорта.
В этом комплексе проходят матчи клубного чемпионата Украины, кубковые встречи, международные соревнования, а также детские и ветеранские турниры.

## Достижения клуба
В 2008 году команда спортивного клуба «Норд» заняла первое место в суперлиге Клубного Чемпионата Украины по настольному теннису среди мужских команд сезона 2007—2008 годов.
Также в 2008 году донецкий теннисист Коу Лей, представляющий клуб «Норд» участвовал в Летних Олимпийских играх в Пекине.
В 2009 году команда спортивного клуба «Норд» заняла первое место в суперлиге Клубного Чемпионата Украины по настольному теннису среди мужских команд сезона 2008—2009 годов.

## Игроки клуба
В составе клуба выступали:
- Коу Лей[3]
- Геннадий Закладный[5]
- Виталий Левшин[5]
- Валерий Мельник[5]